# Doreen Bogdan-Martin

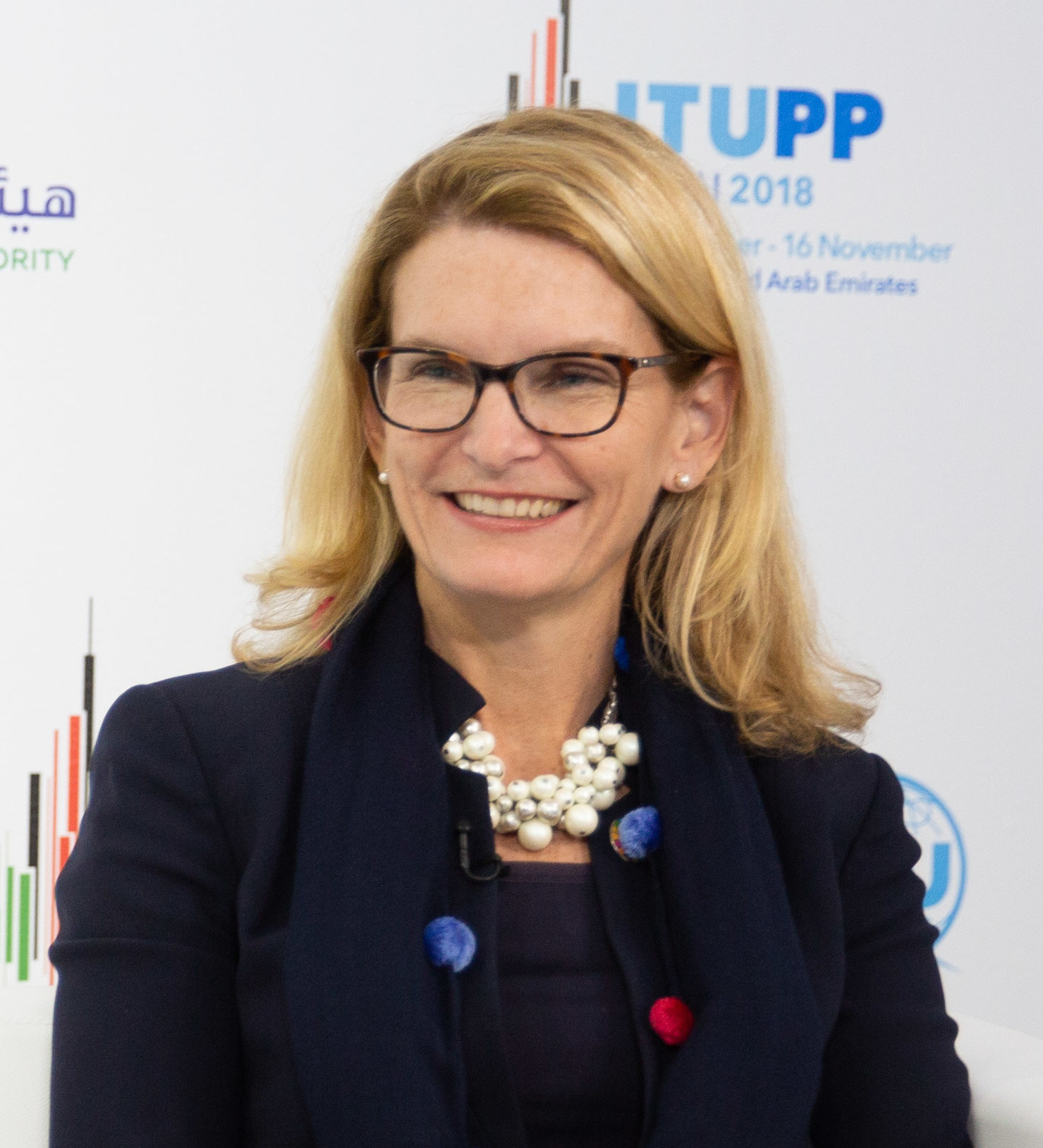
Doreen Bogdan-Martin (2018)

Doreen Bogdan-Martin (geb. 1966 in Monmouth County (New Jersey)) ist eine US-amerikanische Telekommunikation-Expertin. Seit Januar 2023 ist sie Generalsekretärin der Internationalen Fernmeldeunion.

## Herkunft und Ausbildung
Doreen Bogdan-Martin wurde 1966 in Monmouth County (New Jersey) geboren. Sie absolvierte einen Bachelor-Studiengang an der University of Delaware und einen Master-Studiengang in Internationaler Kommunikationspolitik an der American University in Washington, D.C. Am International Institute for Management Development in Lausanne erwarb sie ein Postgraduierten-Zertifikat in Strategies for Leadership und bildete sich im Rahmen von United Nations Leaders-Programmen in Verantwortlichkeit und Ethik fort.

## Karriere

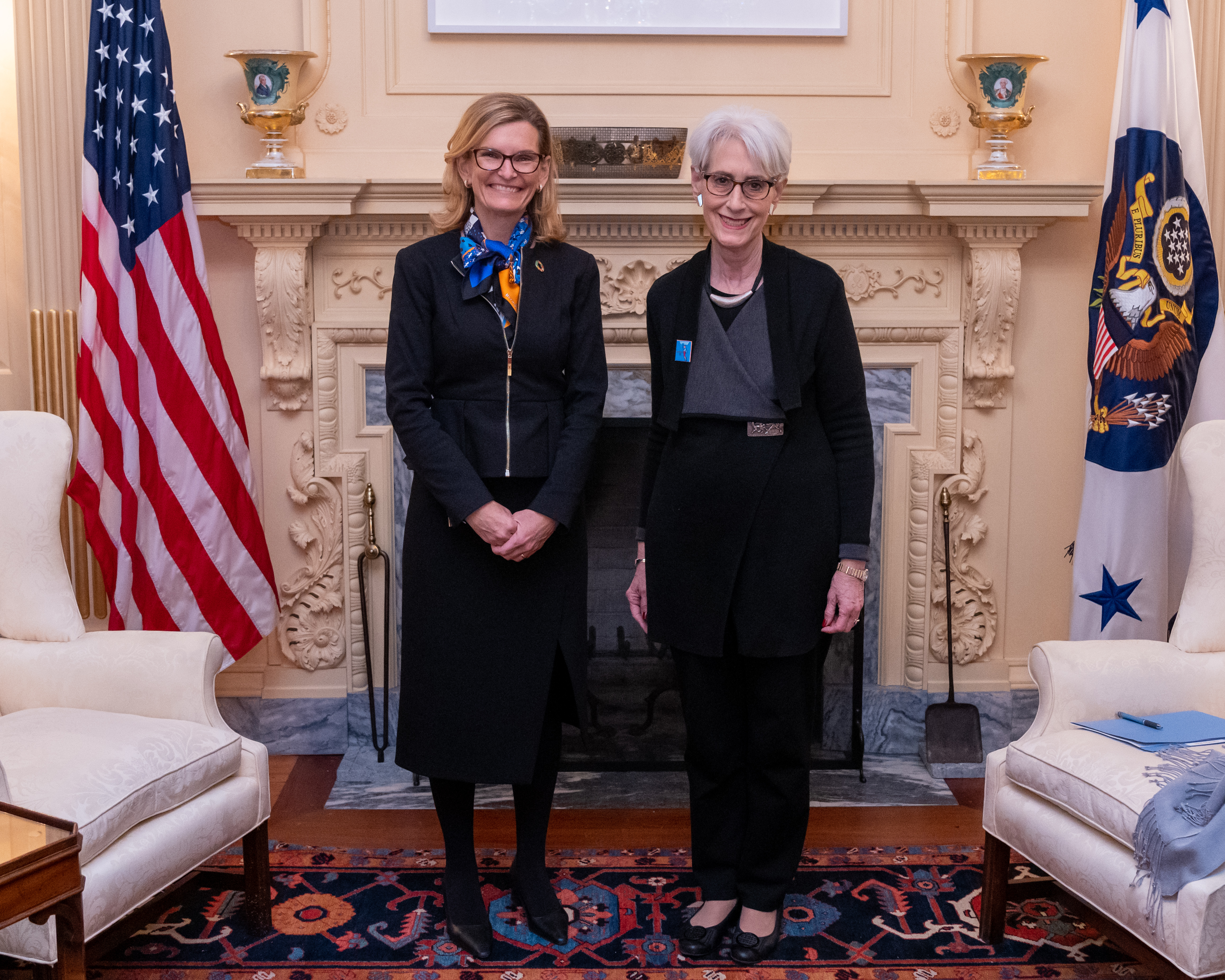
Treffen von Bogdan-Martin (links) mit der stellvertretenden US-Außenministerin Wendy Sherman (2022)

Bogdan-Martin fing 1989 als Telekom-Spezialistin bei der National Telecommunications and Information Administration des Handelsministeriums der Vereinigten Staaten an.
1994 wechselte sie als Politik-Analystin zum Entwicklungsbüro der Internationalen Fernmeldeunion. Sie war wesentlich an der Gründung des Global Symposium for Regulators (GSR), dem einzigen gemeinsamen globalen Gremium der ICT-Regulierungsbehörden der Welt, sowie dem ICT Regulatory collection tool and portal (ICT-Eye) beteiligt.
2003 wurde sie Leiterin der Regulatory Reform Unit, 2005 Leiterin der Regulatory and Market Environment Division, 2008 Leiterin des Strategic Planning and Membership department, der ranghöchsten Position im ITU-Generalsekretariat, die sie als erste Frau innehatte. Sie beriet den jeweiligen ITU-Generalsekretär und betreute die Bereiche Mitgliedschaften, Unternehmenskommunikation und externe Angelegenheiten der Organisation. Sie koordinierte die Zusammenarbeit mit Vereinten Nationen, richtete u. a. das ITU-Verbindungsbüro bei den Vereinten Nationen in New York ein.
Daneben war Bogdan-Martin auch Exekutivdirektorin der UN-Breitbandkommission für nachhaltige Entwicklung (Broadband Commission for Sustainable Development), Mitbegründerin der EQUALS Global Partnership zur Überwindung der digitalen Kluft, Mitbegründerin des GIGA-Programms gemeinsam mit UNICEF (Global initiative to connect every school to the Internet by 2030) und Initiatorin des Jugendprojekts Generation Connect.
Am 29. September 2022 wurde Bogdan-Martin auf der ITU-Vollversammlung in Bukarest als erste Frau in der 157-jährigen Geschichte zur 20. Generalsekretärin der ITU gewählt. Sie erhielt 139 von 172 Stimmen und setzte sich damit gegen den russischen Kandidaten Rashid Ismailov durch. Am 1. Januar 2023 trat sie ihr Amt als Nachfolgerin des Chinesen Houlin Zhao an.

## Sonstige Aufgaben
Bogdan-Martin ist Partnerin des Berkman-Klein Center for Internet and Society der Harvard University und Mitglied des Zukunftbeirats für Virtual Reality(VR) / Augmented Reality(AR) beim Weltwirtschaftsforum.
Sie ist ein Generation Unlimited Champion und Champion of the EDISON Alliance des Weltwirtschaftsforums. Darüber hinaus ist sie als Beraterin für die Geneva-Tsinghua Initiative, den Beirat des SDG-Labs, das UN Technology Innovation Labs und den Alumni Expert Council of the Internet Governance Lab der American University tätig. Bogdan-Martin ist Mitglied der Amateur Radio League und des Institute of Electrical and Electronics Engineers (IEEE).
Sie war Mitglied im Lenkungsbeirat des UN Staff College, Leiterin der United Nations Strategic Planning Group und Mitglied des Leitungskomitees des Swiss Network for International Studies.

## Positionen
Doreen Bogdan-Martin bekennt sich zu den Prinzipien der International Gender Champions, die die Geschlechtergleichstellung in staatlichen, internationalen und zivilgesellschaftlichen Organisationen zum Ziel hat.

## Privates
Bogdan-Martin ist verheiratet und hat zwei Töchter und zwei Söhne. Sie spricht fließend Englisch, Französisch und Spanisch. Sie ist aktive Amateurfunkerin mit dem Rufzeichen KD2JTX und organisierte 2014 für Schweizer Studenten einen Life-Talk mit Astronauten im Orbit über den Amateurfunk auf der Internationalen Raumstation.

## Auszeichnungen
- 2021 Outstanding Technology Policy Changemaker Award der American University[18]
- 2023 Chairman's Award der Groupe Speciale Mobile Association (GSMA) speziell für die Partner2Connect-Initiative[19]
- 2023 IEEE President's Award[20][21]

## Veröffentlichungen
- Ann Aerts, Doreen Bogdan-Martin: Leveraging data and AI to deliver on the promise of digital health. In: International Journal of Medical Informatics. 150. Jahrgang, Juni 2021, S. 104456, doi:10.1016/j.ijmedinf.2021.104456, PMID 33866232 (englisch).
- Doreen Bogdan-Martin:  What mainstream VR and AR means for sustainable development In: World Economic Forum, 17. Februar 2021 (englisch).